# أوماروزا مانيغو نيومان
أوماروزا مانيغو نيومان (بالإنجليزية: Omarosa Manigault Newman)‏ (من مواليد 5 فبراير 1974 يونغزتاون (أوهايو)) مشاركة في برنامج تلفزيون الواقع الأمريكي وكاتبة ومساعدة سياسية سابقة، كانت مشاركة في برنامجي دونالد ترامب الشهيرين «ذا أبرنتس» و«ذي أبرنتيس سيليبريتي» على قناة إن بي سي. قبل أن تشغل فيما بعد من 20 يناير 2017 إلى 20 يناير 2018 منصب مستشارة ومديرة مكتب الاتصال العام في البيت الأبيض خلال إدارة رئيس الولايات المتحدة دونالد ترامب.
اشتهرت نيومان على نطاق واسع في غشت 2018، بعد تأليفها لكتاب المعتوه: مشاهدة من بيت ترامب الأبيض الذي يحوي بالتفصيل فترة خدمتها في البيت الأبيض مشمولا بانتقادات لترامب وإدارته. كما أصدرت قبل يومين من نشر كتابها أول شريط صوتي سري من ما مجموعه 200 تسجيلا اخر خلال فترة خدمتها في البيت الأبيض.
في 8 سبتمبر 2018، أصدرت نيومان أربعة أشرطة. تم وصف الشريط الأول الذي أطلقته والذي تم تسجيله سراً داخل غرفة العمليات، بأنه «واحد من أسوأ خروقات الأمن في البيت الأبيض على الإطلاق»، على الرغم من أن الشريط لا ينتهك قانون التجسس.

## روابط خارجية
- أوماروزا مانيغو نيومان على موقع IMDb (الإنجليزية)
- أوماروزا مانيغو نيومان على موقع إن إن دي بي (الإنجليزية)
- أوماروزا مانيغو نيومان على موقع قاعدة بيانات الفيلم (الإنجليزية)